# Massive Wagons
Massive Wagons ist eine britische Rockband aus dem nordenglischen Carnforth. Gegründet wurde sie 2009 von Sänger Barry Mills und Gitarrist Adam Thistlethwaite, die zuvor bei der Indierock-Band Ace Face gespielt hatten. Vor dem Hintergrund des Erfolges von Bands wie Airbourne und Black Stone Cherry beschlossen die Musiker, eine eigene Rockband aufzubauen. Die Besetzung wurde mit Adams Bruder Alex Thistlethwaite am Schlagzeug sowie Rhythmusgitarrist Carl Cochrane und Bassist Adam Bouskill vervollständigt.

## Geschichte
Mit mehr als 100 Auftritten im Jahr erspielte sich die Band rasch den Ruf einer hervorragenden Live-Band. Im Jahr 2011 erschien das Debütalbum Fire It Up bei Casket Music. 2013 gewann Massive Wagons die HRH Highway to Hell Competition, ein Wettbewerb für Nachwuchsbands im Rahmen des Hard Rock Hell-Festivals in Nordwales und erlangte dadurch einen Plattenvertrag bei Off Yer Rocka. Das Label veröffentlichte 2014 das Album Fight the System, das der Band zwar Beachtung in der Rockszene, aber nur wenig kommerziellen Erfolg einbrachte. Es folgte 2015 die Kompilation The Good the Bad and the Ugly, bestehend aus Live-Aufnahmen und unveröffentlichten Stücken. Im April 2016 erschien mit Welcome to the World das dritte Studioalbum. Es folgten zahlreiche Festival-Auftritte in Großbritannien und eine Tournee als Vorband von The Wildhearts.
2017 wurde Earache Records auf die Band aufmerksam und nahm sie Ende des Jahres unter Vertrag. Im März 2018 ging Massive Wagons auf eine selbst organisierte Tournee durch Großbritannien, wenig später wurde Under No Illusion als Vorab-Single des vierten Studioalbums veröffentlicht. Im Juni 2018 trat die Band beim Download-Festival auf. Schließlich erschien im August 2018 Full Nelson, das Platz 16 der britischen Albumcharts erreichte.
2025 ging Massive Wagons im Rahmen ihrer Albumveröffentlichung auf Europatour mit den Bands Formosa und Airstrike.

## Diskografie
| Jahr | Titel Musiklabel                   | Höchstplatzierung, Gesamtwochen, AuszeichnungChartsChartplatzierungen (Jahr, Titel, Musiklabel, Platzierungen, Wochen, Auszeichnungen, Anmerkungen) | Anmerkungen                            |
| Jahr | Titel Musiklabel                   | UK | Anmerkungen                            |
| ---- | ---------------------------------- | --- | -------------------------------------- |
| 2012 | Fire It Up Casket Music            | — | Erstveröffentlichung: 2012             |
| 2014 | Fight the System Off Yer Rocka     | — | Erstveröffentlichung: 1. August 2014   |
| 2016 | Welcome to the World Off Yer Rocka | — | Erstveröffentlichung: 28. April 2016   |
| 2018 | Full Nelson Earache Records        | UK16 (1 Wo.)UK | Erstveröffentlichung: 10. August 2018  |
| 2020 | House of Noise Earache Records     | UK9 (1 Wo.)UK | Erstveröffentlichung: 17. Juli 2020    |
| 2022 | Triggered! Earache Records         | UK6 (1 Wo.)UK | Erstveröffentlichung: 28. Oktober 2022 |
| 2024 | Earth to Grace Earache Records     | UK4 (1 Wo.)UK | Erstveröffentlichung: 8. November 2024 |